# Costachorema xanthopterum
Costachorema xanthopterum là một loài Trichoptera thuộc họ Hydrobiosidae. Chúng phân bố ở miền Australasia.